# Lindenkreuz
Lindenkreuz település Németországban, azon belül Türingiában. Lakosainak száma 425 fő (2023. december 31.). Lindenkreuz Tautendorf és Kraftsdorf községekkel határos.

## Népesség
A település népességének változása:
| Lakosok száma | 461  | 444  | 431  | 425  | 425  |
|               | 2017 | 2019 | 2021 | 2022 | 2023 |